# Savannah Challenger de 2014
O Savannah Challenger de 2014 foi um torneio profissional de tênis jogado em quadras de saibro. Foi a sexta edição do torneio, fez parte do ATP Challenger Tour de 2014. Ela ocorreu em Savannah, Geórgia, Estados Unidos, entre 21 e 27 de abril de 2014.

## Entradas na chave principal de simples

### Cabeças de chave
| País | Jogador             | Rank | N° |
| ---- | ------------------- | ---- | -- |
| USA  | Donald Young        | 81   | 1  |
| USA  | Jack Sock           | 88   | 2  |
| USA  | Tim Smyczek         | 106  | 3  |
| RUS  | Alex Bogomolov, Jr. | 116  | 4  |
| USA  | Alex Kuznetsov      | 123  | 5  |
| CAN  | Peter Polansky      | 137  | 6  |
| CAN  | Frank Dancevic      | 140  | 7  |
| AUT  | Gerald Melzer       | 150  | 8  |

### Outras entradas
Os seguintes jogadores receberam wildcards para entrar na chave principal:
- Evan King
- Jeff Dadamo
- Noah Rubin
- Robby Ginepri

O seguinte jogador entrou usando special exempt:
- Daniel Kosakowski

Os seguintes jogadores entraram pelo qualifying:
- Yoshihito Nishioka
- Thanasi Kokkinakis
- Bjorn Fratangelo
- Jean-Yves Aubone

## Entradas na chave principal de duplas

### Cabeças de chave
| País | Jogador         | País | Jogador         | Rank | N° |
| ---- | --------------- | ---- | --------------- | ---- | -- |
| CRO  | Marin Draganja  | FIN  | Henri Kontinen  | 124  | 1  |
| USA  | Nicholas Monroe | USA  | Jack Sock       | 168  | 2  |
| GER  | Philipp Marx    | SVK  | Michal Mertiňák | 178  | 3  |
| AUS  | Rameez Junaid   | CAN  | Adil Shamasdin  | 203  | 4  |

### Outras entradas
Os seguintes jogadores receberam wildcards para entrar na chave principal:
- Evan King /  Devin McCarthy
- Collin Altamirano /  Stefan Kozlov
- Robby Ginepri /  Alex Kuznetsov

Os seguintes jogadores entraram pelo qualifying:
- David Rice /  Sean Thornley

## Campeões

### Simples
- Nick Kyrgios der.  Jack Sock, 2–6, 7–6(7–4), 6–4

### Duplas
- Ilija Bozoljac /  Michael Venus der.  Facundo Bagnis /  Alex Bogomolov, Jr., 7–5, 6–2